# Raimundo de Aguilers
Raimundo de Aguilers (ou Raimundus de Aguilers, de Agiles, Raymond d'Aguilers em francês) foi um cronista da Primeira Cruzada que acompanhou o exército provençal do conde Raimundo IV de Toulouse como capelão.
Da sua vida apenas se sabe que foi educado como escrivão num mosteiro de Vézelay, e dos seus passos na sua crónica Historia Francorum qui ceperunt Iherusalem (História dos Francos que Contemplaram Jerusalém). Como participante dos eventos da expedição, é um dos mais importantes cronistas da Primeira Cruzada. Mas a sua descrição centra-se em algumas visões e milagres que os cruzados afirmaram testemunhar - por exemplo, a descoberta da Santa Lança de Antioquia por Pedro Bartolomeu. Deste modo, em geral o seu trabalho não é considerado uma história fidedigna, mas a sua descrição da conquista de Antioquia em 1097-1098 pode conter a única explicação real dos acontecimentos.
A Historia Francorum qui ceperunt Iherusalem foi traduzida para o francês no início do século XIX pelo académico François Guizot, na sua obra Memoires sur l'histoire de France (1824), XXI, 227-397. O texto original em latim foi publicado pela primeira vez por Jacques Bongars em Gesta Dei per Francos, I, 139-183, e novamente em Recueil des historiens occidentaux des croisades (1866), 235-309.